# AC Vila Meã
Der Atlético Clube de Vila Meã ist ein portugiesischer Fußballverein aus der portugiesischen Freguesia Vila Meã.

## Geschichte
Der AC Vila Meã gründete sich am 2. September 1944 und spielte lange Zeit im unterklassigen regionalen Amateurbereich. 2002 noch sechstklassig, spielte die Mannschaft zwischen 2006 und 2008 zwei Spielzeiten in der drittklassigen Segunda Divisão. 2013 stieg sie aus der von der Federação Portuguesa de Futebol verantworteten Terceira Divisão in den regional von der Associação de Futebol do Porto organisierten Ligabereich ab. 2021 kehrte sie wieder in die Campeonato de Portugal als vierthöchste Spielklasse zurück. Der Klub ist regelmäßig im Pokal vertreten und konnte bislang einmal, 2005/06, das Achtelfinale erreichen.